# Iłowo-Wieś
Iłowo-Wieś – wieś w Polsce położona w województwie warmińsko-mazurskim, w powiecie działdowskim, w gminie Iłowo-Osada.
W latach 1975–1998 miejscowość administracyjnie należała do województwa ciechanowskiego.
Historycznie Iłowo-Wieś było – wraz z Iłowem-Osadą – częścią składową Iłowa, założonego około 1403 roku. Podział administracyjny wsi nastąpił po II wojnie światowej.